# Marcos Andrés González
Marcos Andrés González Salazar (* 9. Juni 1980 in Rio de Janeiro, Brasilien) ist ein ehemaliger chilenischer Fußballspieler, der auf der Innenverteidigerposition eingesetzt wurde.

## Karriere

### Verein
González begann seine Karriere in der Hauptstadt von Chile, in Santiago de Chile bei Universidad, wo er zunächst in der zweiten Mannschaft stand. Danach wechselte er innerhalb von Amerika über Rangers Talca, den CA Colón und CD Palestino zur Columbus Crew, wo er am 1. April 2006 sein Debüt gegen Sporting Kansas City in der Major League Soccer gab (1:3). Insgesamt machte er für die Amerikaner ein Tor in 48 Spielen. 2008 wechselte González zu CD Universidad Católica, wo er in 50 Spielen fünf Tore erzielen konnte. Nach drei Jahren dort verpflichtete ihn sein Ex-Club, Universidad de Chile, für 290.000 Euro. Dort blieb er jedoch nur ein Jahr, denn dann wechselte er für 745.000 Euro nach Brasilien zu Flamengo Rio de Janeiro. In zwei Jahren dort konnte er 61 Spiele und zwei Tore machen. Sein debüt in der Série A gab er am 19. Mai 2012 beim 1:1-Unentschieden gegen Sport Recife. 2014 wechselte er zu Unión Española, wo er direkt zum Stammspieler wurde und drei Tore in 31 Spielen machte. Über Club Necaxa, wo er 57 Spiele und fünf Tore machte, wechselte er zu seinem Ex-Club CD Palestino. In einem halben Jahr dort machte er ein Tor in 12 Spielen. Im Januar 2018 gab er sein Karriereende bekannt.

### Nationalmannschaft
González wurde 2002 zum Nationalspieler der chilenischen Nationalmannschaft. Insgesamt machte er dort zwei Tore in 26 Spielen. Er war aber nie bei einem großen Turnier dabei.

## Erfolge
- Chilenischer Meister: 2011 Clausura, 2011 Apertura
- Copa Sudamericana: 2011